# Шепітська сільська рада (Путильський район)
Ше́пітська сільська́ ра́да — адміністративно-територіальна одиниця та орган місцевого самоврядування в Путильському районі Чернівецької області. Адміністративний центр — село Шепіт.

## Загальні відомості
- Населення ради: 1 172 особи (станом на 2001 рік)

## Населені пункти
Сільській раді підпорядковані населені пункти:
- с. Шепіт
- с. Андреківське
- с. Верхній Яловець
- с. Нижній Яловець
- с. Сарата

## Склад ради
Рада складається з 12 депутатів та голови.
- Голова ради: Полянчук Валерій Кузьмович
- Секретар ради: Миронюк Алла Миколаївна

### Керівний склад попередніх скликань
| Прізвище, ім'я, по батькові | Основні відомості | Дата обрання | Дата звільнення |
| --------------------------- | --- | ------------ | --------------- |
| Бечка Микола Петрович       | Сільський голова, 1947 року народження, член Соціалістичної партії України                                                       | 26.03.2006   | 31.10.2010      |
| Горбан Дмитро Ілліч         | Сільський голова, 1978 року народження, освіта незакінчена вища, безпартійний, від Громадянської партії «ПОРА»                   | 31.10.2010   | 25.10.2015      |
| Полянчук Валерій Кузьмович  | Сільський голова, 1976 року народження, освіта середня спеціальна, член політичної партії Всеукраїнське об'єднання «Батьківщина» | 25.10.2015   |                 |

Примітка: таблиця складена за даними сайту Верховної Ради України та ЦВК

### Депутати VII скликання
За результатами місцевих виборів 2015 року депутатами ради стали:

#### За суб'єктами висування
| Суб'єкт висування | Кількість обраних депутатів | %      |
| ----------------- | --------------------------- | ------ |
| Самовисування     | 12                          | 100.00 |

#### За округами
| № округу | Прізвище, ім'я, по батькові  | Ким висунуто  | Дата нар.  | Освіта             | Партійна приналежність | Відомості                              |
| -------- | ---------------------------- | ------------- | ---------- | ------------------ | ---------------------- | -------------------------------------- |
| 1        | Заєць Мирон Юрійович         | Самовисування | 02.03.1984 | загальна середня   | безпартійний           | не працює                              |
| 2        | Дем'ян Любов Миколаївна      | Самовисування | 10.01.1964 | середня спеціальна | безпартійна            | Шепітська ЗОШ, бухгалтер               |
| 3        | Вотінов Руслан Володимирович | Самовисування | 05.04.1974 | середня спеціальна | безпартійний           | приватний підприємець                  |
| 4        | Попович Марія Олексіївна     | Самовисування | 16.04.1948 | вища               | безпартійна            | пенсіонерка                            |
| 5        | Костиль Анжеліка Геннадіївна | Самовисування | 01.04.1975 | загальна середня   | безпартійна            | Шепітська сільська рада, діловод       |
| 6        | Миронюк Алла Миколаївна      | Самовисування | 19.04.1978 | середня спеціальна | безпартійна            | Шепітська сільська рада, секретар      |
| 7        | Цега Валентина Георгіївна    | Самовисування | 03.05.1967 | середня спеціальна | безпартійна            | Шепітська ЗОШ, вчитель                 |
| 8        | Миронюк Іван Семенович       | Самовисування | 14.06.1967 | загальна середня   | безпартійний           | Шепітське лісництво, тракторист        |
| 9        | Несторук Юрій Юрійович       | Самовисування | 03.05.1981 | загальна середня   | безпартійний           | Яловецьке лісництво, лісник            |
| 10       | Харь Олексій Васильович      | Самовисування | 26.02.1990 | середня спеціальна | безпартійний           | Черемошське лісництво, майстер лісу    |
| 11       | Попюк Дмитро Миколайович     | Самовисування | 19.01.1959 | загальна середня   | безпартійний           | Яловецьке лісництво, лісник            |
| 12       | Труфин Леся Іванівна         | Самовисування | 02.03.1985 | середня спеціальна | безпартійна            | Черемошський НПП, заступник начальника |

### Депутати VI скликання
За результатами місцевих виборів 2010 року депутатами ради стали:

#### За суб'єктами висування
| Суб'єкт висування                                       | Кількість обраних депутатів | %    |
| ------------------------------------------------------- | --------------------------- | ---- |
| Самовисування                                           | 7                           | 43,8 |
| Партія регіонів                                         | 5                           | 31,3 |
| Комуністична партія України                             | 1                           | 6,3  |
| Народна партія                                          | 1                           | 6,3  |
| Політична партія Всеукраїнське об'єднання «Батьківщина» | 1                           | 6,3  |
| Політична партія «Сильна Україна»                       | 1                           | 6,3  |

#### За округами
| № округу                                                | Прізвище, ім'я, по батькові  | Дата визнання обраним | Освіта             | Партійна приналежність                        | Відомості про обраного депутата          |
| ------------------------------------------------------- | ---------------------------- | --------------------- | ------------------ | --------------------------------------------- | ---------------------------------------- |
| Комуністична партія України                             |                              |                       |                    |                                               |                                          |
| 6                                                       | Попович Марія Олексіївна     | 01.11.2010            | вища               | позапартійна                                  | пенсіонер                                |
| Народна Партія                                          |                              |                       |                    |                                               |                                          |
| 13                                                      | Попюк Дмитро Миколайович     | 01.11.2010            | середня            | член Народної партії                          | Карпатський ДСЛ АПК, лісник              |
| Партія регіонів                                         |                              |                       |                    |                                               |                                          |
| 1                                                       | Куриш Василь Тимофійович     | 01.11.2010            | середня            | позапартійний                                 | Шепітське лісництво, майстер лісу        |
| 3                                                       | Курищук Іван Іванович        | 01.11.2010            | середня            | позапартійний                                 | Шепітське лісництво, лісник              |
| 7                                                       | Цега Сергій Анатолійович     | 01.11.2010            | вища               | позапартійний                                 | Шепітське лісництво, майстер лісу        |
| 8                                                       | Миронюк Алла Миколаївна      | 01.11.2010            | середня спеціальна | позапартійна                                  | Вижниця ОБ Філія 039, касир-контролер    |
| 9                                                       | Попюк Юрій Ігнатович         | 01.11.2010            | середня            | позапартійний                                 | Шепітське лісництво, лісник              |
| Політична партія Всеукраїнське об'єднання «Батьківщина» |                              |                       |                    |                                               |                                          |
| 4                                                       | Цега Валентина Георгіївна    | 01.11.2010            | вища               | член Всеукраїнського об'єднання «Батьківщина» | Шепітська загальноосвітня школа, вчитель |
| Політична партія «Сильна Україна»                       |                              |                       |                    |                                               |                                          |
| 5                                                       | Георгійчук Мар'ян Васильович | 01.11.2010            | вища               | позапартійний                                 | Шепітська загальноосвітня школа, вчитель |
| Самовисування                                           |                              |                       |                    |                                               |                                          |
| 2                                                       | Заєць Мирон Юрійович         | 03.01.2011            | середня            | позапартійний                                 | тимчасово не працює                      |
| 10                                                      | Миронюк Іван Семенович       | 01.11.2010            | середня            | позапартійний                                 | Шепітське лісництво, тракторист          |
| 11                                                      | Костиль Анжеліка Геннадіївна | 01.11.2010            | середня            | позапартійна                                  | Шепітська сільська рада, діловод         |
| 12                                                      | Кричун Василь Власович       | 01.11.2010            | вища               | позапартійний                                 | Черемошське лісництво, лісничий          |
| 14                                                      | Добродійчук Юрій Миколайович | 01.11.2010            | середня            | позапартійний                                 | Черемошське лісництво, лісник            |
| 15                                                      | Труфин Леся Іванівна         | 03.01.2011            | вища               | позапартійна                                  | ДП «Путильський лісгосп», майстер лісу   |
| 16                                                      | Андроненко Петро Васильович  | 03.01.2011            | середня            | позапартійний                                 | тимчасово не працює                      |